# ボドロウ・チチバビンのアルデヒド合成
ボドロウ・チチバビンのアルデヒド合成（ボドロウ・チチバビンのアルデヒドごうせい、英語: Bodroux–Chichibabin aldehyde synthesis）とは有機化学における合成反応のひとつで、グリニャール試薬にオルトギ酸エステルを作用させて炭素が一つ増えたアルデヒドを得る手法。
グリニャール試薬とオルトギ酸エチルが反応するとアセタールとなり、加水分解後にアルデヒドが得られる。ヘプタナールの合成例を示す。